# Luis Augusto Castro Quiroga

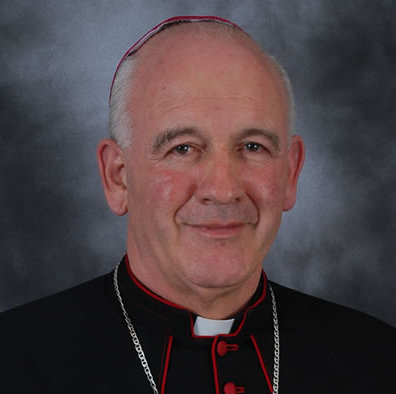
Erzbischof Luis Augusto Castro Quiroga (2014)

Luis Augusto Castro Quiroga IMC (* 8. April 1942 in Bogotá, Kolumbien; † 2. August 2022 in Chía) war ein kolumbianischer Ordensgeistlicher und  römisch-katholischer Erzbischof von Tunja.

## Leben
Luis Augusto Castro Quiroga trat der Ordensgemeinschaft der Consolata-Missionare bei und empfing am 24. Dezember 1967 die Priesterweihe.
Papst Johannes Paul II. ernannte ihn am 17. Oktober 1986 zum Apostolischen Vikar von San Vicente-Puerto Leguízamo und Titularbischof von Aquae Flaviae. Der Apostolische Nuntius in Kolumbien, Angelo Acerbi, spendete ihm am 29. November desselben Jahres die Bischofsweihe; Mitkonsekratoren waren Mario Revollo Bravo, Erzbischof von Bogotá, und José Luis Serna Alzate IMC, Bischof von Florencia.
Am 2. Februar 1998 wurde er zum Erzbischof von Tunja ernannt. Castro war von 2005 bis 2008 und von 2014 bis 2017 Präsident der kolumbianischen Bischofskonferenz.
Papst Franziskus nahm am 11. Februar 2020 seinen altersbedingten Rücktritt an.